# ФК Луцерн
ФК Луцерн швајцарски је фудбалски клуб из Луцерна. Боје клуба су плава и бела.

## Историја
Њихов највећи успех је био освајање Швајцарског првенства 1989. године. Освојили су Куп Швајцарске два пута (1960 и 1992). Играли су у Купу победника купова 1992. године и у УЕФА куп 1997. године.
Луцерн је испао из Супер лиге Швајцарске 2002. године. Поново се вратио у Супер лигу Швајцарске 2006. године.

## Успеси
- Суперлига Швајцарске
  - Првак (1) : 1988/89.

- Куп Швајцарске
  - Победник (2) : 1960, 1992.

## ФК Луцерн у европским такмичењима
| Сезона  | Такмичење                      | Коло         | Држава          | Екипа             | Дом. | Гост | Резултат |
| ------- | ------------------------------ | ------------ | --------------- | ----------------- | ---- | ---- | -------- |
| 1960/61 | Куп победника купова           | Четвртфинале | Италија         | ФК Фиорентина     | 0:3  | 2:6  | 2:9      |
| 1986/87 | УЕФА куп                       | 1            | Совјетски Савез | ФК Спартак Москва | 0:0  | 0:1  | 0:1      |
| 1989/90 | Куп европских шампиона         | 1            | Холандија       | ФК ПСВ Ајндховен  | 0:3  | 0:2  | 0:5      |
| 1990/91 | УЕФА куп                       | 1            | Мађарска        | ФК МТК            | 1:1  | 1:2  | 2:3      |
| 1990/91 | УЕФА куп                       | 2            | Аустрија        | ФК Адмира         | 0:1  | 1:1  | 1:2      |
| 1992/93 | Куп европских шампиона         | 1            | Бугарска        | ФК Левски Софија  | 1:2  | 1:0  | 2:2      |
| 1992/93 | Куп европских шампиона         | 2            | Холандија       | ФК Фајенорд       | 1:0  | 1:4  | 2:4      |
| 1997/98 | Куп победника купова у фудбалу | 1            | Чешка           | Славија Праг      | 2:4  | 0:2  | 2:6      |
| 2010/11 | УЕФА лига Европе               | Q3           | Холандија       | ФК Утрехт         | 0:1  | 1:3  | 1:4      |